# Reino Unido no Festival Eurovisão da Canção 2010
O Reino Unido foi o décimo terceiro país a confirmar a sua presença no Festival Eurovisão da Canção 2010, a 20 de Maio de 2009. Com esta participação, o Reino Unido realiza a sua quinquagésima terceira participação no Festival Eurovisão da Canção. Para eleger o seu representante, o Reino Unido continuará a utilizar o seu recente programa de televisão, o Eurovision:Your Country Needs You, criado por Andrew Lloyd Webber, compositor da última entrada britânica. No último ano, em 2009, o Reino Unido conseguiu alcançar o 5º lugar (entre 25), com 173 votos.

## Desenvolvimentos
Depois de ter confirmado a utilização do seu recente Eurovision:Your Country Needs You, a BBC confirmou ter entrado em conversações com Elton John para este escrever a próxima entrada do Reino Unido no Festival Eurovisão da Canção.